# Allgemeines Ehrenzeichen (Preußen)

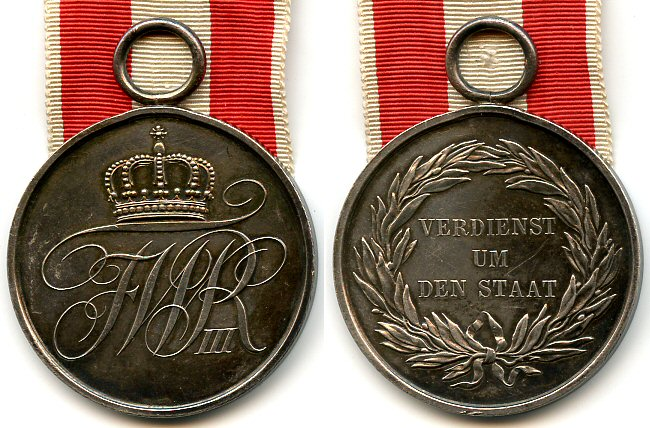
Allgemeines Ehrenzeichen II. Klasse

Das Allgemeine Ehrenzeichen war eine am 18. Januar 1810 durch den preußischen König Friedrich Wilhelm III. gestiftete Auszeichnung für Zivilverdienste.
Die Auszeichnung war anfangs in zwei Klassen geteilt, wobei das Allgemeines Ehrenzeichen  I. Klasse als goldene und das  Allgemeines Ehrenzeichen  II. Klasse als silberne Medaille verliehen wurde. 1814 wurde die goldene Medaille der I. Klasse durch ein silbernes Kreuz ersetzt. Das Aussehen entsprach dem des Militärehrenzeichens, das aber am Ordensband des Pour le Mérite getragen wurde, das Allgemeine Ehrenzeichen an dem des Roten Adlerordens. Die I. Klasse wurde 1830 zur IV. Klasse des Roten Adlerordens erhoben, so dass das Allgemeine Ehrenzeichen nur noch als silberne Medaille in einer Klasse verliehen wurde. 
1890 wurde als höhere Stufe des Allgemeinen Ehrenzeichens eine goldene Medaille als Allgemeines Ehrenzeichen in Gold gestiftet, welche am 27. Januar 1900 durch das Kreuz des Allgemeinen Ehrenzeichens ersetzt wurde, das in Form eines silbernen Kreuzes an einem 28 mm breiten orangen Band mit zwei weißen Randstreifen getragen wurde. Dieses konnte zusätzlich für besondere Verdienste mit einer goldenen königlichen Krone über dem silbernen Kreuz verliehen werden. Das Allgemeine Ehrenzeichen in Silber wurde in Form einer silbernen  Medaille an einem 35 mm breiten weißen Band mit roten Randstreifen auf der linken Brust getragen. Am 27. Januar 1912 fügte Wilhelm II. noch das Allgemeine Ehrenzeichen in Bronze hinzu, das in Form einer bronzenen Medaille wie das silberne Allgemeine Ehrenzeichen am 35 mm breiten weißen Band mit roten Randstreifen zu tragen war.
Diese Auszeichnung wurde verliehen für ein langjähriges Amtsjubiläum oder für besondere Verdienste von Personen, die aufgrund ihres Ranges für die Verleihung eines Ordens nicht in Frage kamen. In der Regel waren dies untere und mittlere Beamte und Unteroffiziere. 
Die Medaillen und Kreuze wurden aus Silber oder Gold hergestellt. Einige wenige Exemplare wurden im Kriegsjahr 1918 aus Zink gefertigt.
Die Vorderseite trägt die dreizeilige Inschrift VERDIENST – UM – DEN STAAT, die von einem Lorbeerkranz umschlossen ist. Im Revers das gekrönte Monogramm FWR III (Friedrich Wilhelm Rex III.). Das Revers des Ehrenzeichens in Bronze trägt unter dem Monogramm seines Stifters WR II (Wilhelm Rex II.) die Jahreszahl 1912.